# Манда (язык, Танзания)
Манда (также киманда, ньяса) — язык в Танзании. Распространён в районе Лудева области Иринга, районе Мбинга области Рувума и на восточном побережье озера Малави. Относится к группе G языков банту бантоидной ветви бенуэ-конголезской семьи нигеро-конголезской макросемьи. К языку манда относят диалект матумба, полностью понятный носителям манда. Язык широко распространён среди всех возрастных и социальных групп населения в качестве разговорного языка, в то время, как в образовании и официальной обстановке используется преимущественно язык суахили. Для письма использует алфавит на основе латиницы. Число носителей — около 43 100 человек (2009).